# Aleksey Fatyanov
Aleksey Fatyanov, född 14 juni 1969, är en friidrottare från Azerbajdzjan. Han deltog vid olympiska sommarspelen 1996.